# Телица, Евгений Александрович
Евгений Александрович Телица (бел. Яўген Аляксандравіч Целіца, род. 2 июня 1992 года) — белорусский спортсмен, выступающий в тайском боксе и кикбоксинге. Чемпион мира по кикбокингу среди любителей 2015 года. По состоянию на осень 2020 года — второй номер в любительском рейтинге WAKO в весе до 71 кг.

## Биография
Евгений Телица родился 2 июня 1992 в г. Полоцке. Фактически его первым тренером является его отец, который в молодости занимался боксом и вольной борьбой. С раннего детства он тренировал Евгения и его старшего брата Дениса, водил их в различные спортивные секции: лёгкой атлетики, футбола, тенниса, бокса. В 2002 году по примеру старшего брата Евгений записался в секцию кикбоксинга к тренеру Селедевскому А. Э. 7 апреля 2002 провёл свой первый любительский поединок на первенстве г. Новополоцка и одержал победу. Вплоть до 2018 года тренировался под руководством Селедевского А. Э., в 2018—2019 гг его тренером был Браташ А. В.
В 2014 году открыл в Новополоцке собственный бойцовский клуб «Паутина». С 2015 года является организатором шоу профессиональных боев «PAUTINA» и «Славянский Кубок» — за время его существования проведено более 20 турниров с участием спортсменов из 11 стран.
В 2014 году окончил Полоцкий государственный университет по специальности «физическая культура и спорт», а в 2018 году получил степень магистра педагогических наук в Витебском государственном университете им. Машерова. Был стипендиатом Президентского спортивного клуба в 2011 и 2016 годах.

### Любительская карьера
В 2008 году выиграл свой первый чемпионат Республики Беларусь по кикбоксингу и поехал на Кубок мира в Венгрию, где также завоевал золото.
2009 год принёс ему две серебряные медали международных любительских турниров: чемпионата мира по кикбоксингу и чемпионата Европы по тайскому боксу.
Главным достижением следующего года стала золотая медаль чемпионата Европы по кикбоксингу в Азербайджане.
В 2012 году Евгений добавил в свою копилку ещё две важные медали: серебро чемпионата Европы по кикбоксингу и уже третье для себя золото кубка мира в Венгрии.
В 2014 году на чемпионате Европы по кикбоксингу он сумел взойти на высшую ступеньку пьедестала.
Последним международным любительским стартом стал чемпионат мира по кикбоксингу 2015 года, где Евгений завоевал золотую медаль и к званию двукратного чемпиона Европы прибавил титул чемпиона мира.

### Профессиональная карьера
Первый профессиональный поединок провёл в октябре 2005 года в возрасте 13 лет в Минске против белоруса Андрея Зайца и одержал победу решением судей.
Следующего поединка пришлось ждать целых шесть лет. Он прошёл в июне 2011 года в рамках чемпионата Карелии по тайскому боксу. Его соперником стал россиянин Евгений Балан. Бой проходил по формуле «пять раундов по три минуты», что сыграло на руку более выносливому россиянину — поединок завершился поражением белоруса единогласным решением судей.
В декабре того же года в его родном Полоцке прошёл Кубок Беларуси по кикбоксингу, в рамках которого Евгений победил Максима Сподаренко из Минска.
2012-й год принёс Евгению два поражения: россиянину Максиму Шальневу на турнире W5 в Москве и украинцу Виталию Никифорову в Минске на восточно-европейском отборочном этапе турнира Fight Code.
В 2013 году он провёл всего один профессиональный поединок — на турнире W5 против россиянина Ивана Бабаченко. Евгений победил решением судей.
В 2014 году он также провёл один профессиональный поединок. На этот раз Евгений уступил решением судей после экстрараунда Фархаду Ахмеджанову в Минске в рамках турнира Tongkat Cup. После этого последовал трехлетний перерыв в его профессиональной карьере. В следующий раз он вышел в ринг в январе 2017 года. Тогда он проиграл в Китае местному бойцу.
В 2018 году снова были поединки в Китае. Один закончился победой, второй — поражением.
В июне 2019 года в Полоцке Евгений боксировал в рамках турнира «Славянский Кубок» против Жорди Ларета из Нидерландов. Поединок закончился победой белоруса решением судей.

## Титулы и достижения

### Любительский спорт
- 2008 Чемпионат РБ по кикбоксингу «WAKO» (раздел лоу-кик)
- 2008 Кубок мира по кикбоксингу «WAKO», Венгрия
- 2009 Чемпионат РБ среди учащихся вузов
- 2009 Чемпионат мира по кикбоксингу «WAKO» Австрия
- 2009 Чемпионат Европы по таиландскому боксу «IFMA», Латвия
- 2009 Чемпионат РБ по кикбоксингу «WAKO»
- 2009 Первенство РБ по кикбоксингу «WAKO»
- 2010 Чемпионат РБ по кикбоксингу «WAKO»
- 2010 Чемпионат Европы по кикбоксингу «WAKO», Азербайджан
- 2010 Чемпион РБ по кикбоксингу «WAKO»
- 2010 Кубок мира по кикбоксингу «WAKO» (раздел фул-контакт) Венгрия,
- 2011 Чемпионат РБ по кикбоксингу «IFMA»
- 2011 Кубок РБ по кикбоксингу «WAKO»
- 2011 Чемпионат РБ по кикбоксингу «WAKO»
- 2011 Кубок мира по кикбоксингу «WAKO», Венгрия
- 2012 Чемпионат РБ по кикбоксингу «WAKO»
- 2012 Чемпионат Европы по кикбоксингу «WAKO» (раздел К-1), Турция
- 2012 Кубок мира по кикбоксингу «WAKO», Венгрия
- 2014 Чемпионат РБ по кикбоксингу «WAKO»
- 2014 Чемпионат Европы по кикбоксингу «WAKO», Испания
- 2015 Чемпионат РБ по таиландскому боксу «IFMA»
- 2015 Чемпионат РБ по кикбоксингу «WAKO»
- 2015 Чемпионат мира по кикбоксингу «WAKO», Сербия